# Virming
Virming – miejscowość i gmina we Francji, w regionie Grand Est, w departamencie Mozela.
Według danych na rok 1990 gminę zamieszkiwało 307 osób, a gęstość zaludnienia wynosiła 29 osób/km² (wśród 2335 gmin Lotaryngii Virming plasuje się na 743. miejscu pod względem liczby ludności, natomiast pod względem powierzchni na miejscu 565.).